# Adolph Strunk
Christian Adolph Frederik Strunk (Strunck) (født 24. april 1816 i Aarhus, død 7. marts 1888 i København) var en dansk museumsinspektør.

## Karriere
Han var søn af købmand Johannes Joachim Strunck (ca. 1780-1821) og Kristine Mathilde Raae (1793-tidligst 1868). Strunk kom i latinskolen i Viborg, hvor moderen boede som enke, men sygdom afbrød 1832 hans skolegang og han blev derfor ikke student. 1835 blev han immatrikuleret på Kirurgisk Akademi, hvor artium ikke var påkrævet, men droges snart af medfødt sans og tilbøjelighed til de offentlige Samlinger. Hans gode anlæg henledte Christian Jürgensen Thomsens opmærksomhed på ham, og allerede i 1837 var han ansat ved Musæet for nordiske Oldsager. Han blev 1847 arkivsekretær ved Det historisk-arkæologiske Arkiv og blev senere, foruden at være assistent og arkivsekretær ved Det kongelige Musæum for de nordiske Oldsager, tillige assistent i Det kongelige Kunstmusæum. 1866 blev han inspektør ved Musæet for nordiske Oldsager og ansattes få år efter (1869) tillige som inspektør ved Den Kongelige Kobberstiksamling som efterfølger til J.M. Thiele, en stilling, hvortil han fortrinlig måtte være egnet, idet han allerede i 1865 havde udgivet sit udmærkede Værk Samlinger til en beskrivende Catalog over Portraiter af Danske, Norske og Holstenere, omfattende alle de ham bekendte kobberstukne, xylograferede og litograferede blade. Fortsættelsen heraf, omfattende kongehusets portrætter, udkom 1882.

## Betydning
Ved at have fulgt museernes udvikling under det 19. århundredes store omordninger fik Strunk en ikke ringe betydning for samlingerne. Han var en fortrolig ven af J.J.A. Worsaae, med hvem han deltog i forskellige arkæologiske undersøgelser, og over for publikum gjorde Strunks fine og noble personlighed ham til en smuk repræsentant for museet. Strunk udnævntes 1856 til kammerråd, 1869 til justitsråd og 1875 til Ridder af Dannebrog. 1887 fik han efter ansøgning sin afsked og blev Dannebrogsmand. Han døde 7. marts 1888.
Strunk blev gift 2. november 1853 i Christiansborg Slotskirke med Kristiane Wilhelmine Eisen (23. april 1817 i på Fødselsstiftelsen - 5. december 1896 på Frederiksberg), datter af cand.jur., syngesufflør ved Det Kongelige Teater Martin Christian Eisen (1793-1855, gift 1823 med skuespiller ved Det kgl. Teater Anne Petrine Flint, 1803-1861) og operasanger ved Det kgl. Teater Christine Zrza (1797-1862). Hans hustru oprettede testamentarisk et legat for Nationalmuseets opsynsmænd og lavere funktionærer.
Han er begravet på Holmens Kirkegård.
Strunk er gengivet i et litografi 1862 efter daguerreotypi. Fotografi 1869 af Georg E. Hansen (Det Kongelige Bibliotek).